# Vered Yeriho
Vered Yeriho (en hebreu: ורד יריחו) (en català: Rosa de Jericó) és un moixav i un assentament israelià situat a l'Àrea de Judea i Samaria, en la Cisjordània ocupada per l'estat sionista d'Israel. El moixav es troba prop de la ciutat de Jericó, situada en la Vall del Jordà, i pertany a la jurisdicció del Consell Regional de Meguilot. El 2017 tenia una població de 298 habitants. La comunitat internacional considera que els assentaments israelians en la Cisjordània ocupada són il·legals segons el dret internacional, però el govern israelià no està d'acord amb aquesta afirmació.

## Història
Segons l'organització ARIJ, el 1978 Israel va confiscar 618 dunams de terreny del llogaret palestí de Nabi Musa, per construir Vered Yeriho. La comunitat va ser fundada el 1979 com a resultat de la separació del nucli secular del nucli religiós de Mitzpe Yeriho, un assentament proper situat a l'oest de Vered Yeriho. El moixav es troba en un turó que domina la secció d'Aqabat Jaber de Jericó. Des del camí perimetral del moixav, es pot veure la ciutat de Jericó i el nord de la Mar Morta.